# 扎拉茲賈
51°43′50″N 25°9′53″E / 51.73056°N 25.16472°E
扎拉茲賈（烏克蘭語：Залаззя），是烏克蘭的村落，位於該國西部沃倫州，由卡明-卡希尔斯基区負責管轄，面積7.48平方公里，海拔高度154米，2001年人口1,891，人口密度每平方公里252.84人。